# Oksana Selechmet'eva
Oksana Olegovna Selechmet'eva (in russo Окса́на Оле́говна Селехме́тьева?; Kamenka, 13 gennaio 2003) è una tennista russa.

## Carriera
Oksana Selechmet'eva ha vinto 3 titoli in singolare e 8 titoli in doppio nel circuito ITF in carriera. Il 8 agosto 2022 ha raggiunto il best ranking mondiale nel singolare, nr 138; l'11 luglio 2022 ha raggiunto il miglior piazzamento mondiale nel doppio, nr 150.
Nel 2017 vince il doppio dei campionati mondiali juniores, il Les Petits As, in coppia con la connazionale Marija Timofeeva. Durante la sua carriera da junior, ha vinto lo US Open 2019 - Doppio ragazze in coppia con Kamilla Bartone e gli Open di Francia 2021 - Doppio ragazze insieme ad Alex Eala. Ha anche raggiunto la finale al Torneo di Wimbledon 2019 - Doppio ragazze. Nel singolare ha raggiunto le semifinali agli US Open 2019 - Singolare ragazze e agli Open di Francia 2021 - Singolare ragazze. Ha inoltre partecipato ai giochi olimpici giovanili estivi, dove è uscita sconfitta nei quarti di finale dalla futura vincitrice Kaja Juvan.
Fa il suo debutto nel circuito maggiore durante il St. Petersburg Ladies Trophy 2019 dove prende parte nelle qualificazioni grazie ad una wild-card, arrendendosi in tre set lottati alla polacca Magdalena Fręch. Alla Kremlin Cup 2019 entra sempre nelle qualificazioni con una wild-card, cedendo alla connazionale Polina Kudermetova.
Durante la Kremlin Cup 2021 accede per la prima volta in un tabellone principale superando le qualificazioni, eliminando la più quotata Arina Rodionova e l'altra wild-card Diana Šnaider. Nel primo turno viene eliminata da Veronika Kudermetova in tre set in rimonta. Gioca anche il doppio in coppia con Anastasija Tichonova, uscendo di scena all'esordio contro il team composto da Natela Dzalamidze e Kamilla Rachimova.
Il 20 luglio 2025, Oksana raggiunge la prima finale WTA 125 della carriera in singolare all'ATV Bancomat Tennis Open, a Roma, torneo nel quale era campionessa in carica quando era ancora parte del circuito ITF, dove non riesce a riconfermarsi cedendo alla giovane croata Petra Marčinko con il punteggio di 3-6, 6-4, 3-6.

## Circuito WTA 125

### Singolare

#### Sconfitte (1)
| N. | Data           | Torneo                        | Superficie  | Avversaria in finale | Punteggio     |
| 1. | 20 luglio 2025 | Antico Tiro a Volo Open, Roma | Terra rossa | Petra Marčinko       | 3-6, 6-4, 3-6 |

## Statistiche ITF

### Singolare

#### Vittorie (3)
| Torneo $100.000 (0) |
| Torneo $80.000 (0)  |
| Torneo $60.000 (2)  |
| Torneo $40.000 (0)  |
| Torneo $25.000 (1)  |
| Torneo $15.000 (0)  |

| N. | Data            | Torneo                                                   | Superficie  | Avversaria in finale | Score         |
| 1. | 7 febbraio 2021 | Movistar World Tennis Tour, Manacor                      | Cemento     | Suzan Lamens         | 6–3, 6-2      |
| 2. | 3 luglio 2022   | Open International Féminin de Montpellier, Montpellier   | Terra rossa | Kateryna Kozlova     | 6-3, 5-7, 7-5 |
| 3. | 14 luglio 2024  | Torneo Internazionale Femminile Antico Tiro a Volo, Roma | Terra rossa | Lina Ǵorčeska        | 6-1, 7-6(3)   |

#### Sconfitte (2)
| Torneo $100.000 (0) |
| Torneo $80.000 (0)  |
| Torneo $60.000 (2)  |
| Torneo $40.000 (0)  |
| Torneo $25.000 (0)  |
| Torneo $15.000 (0)  |

| N. | Data           | Torneo                                                 | Superficie  | Avversaria in finale | Score       |
| 1. | 18 luglio 2021 | Engie Open de Biarritz, Biarritz                       | Terra rossa | Francesca Jones      | 4-6, 6(4)-7 |
| 2. | 7 luglio 2024  | Open International Féminin de Montpellier, Montpellier | Terra rossa | Maja Chwalińska      | 3-6, 2-6    |

### Doppio

#### Vittorie (8)
| Torneo $100.000 (0) |
| Torneo $80.000 (0)  |
| Torneo $60.000 (3)  |
| Torneo $40.000 (0)  |
| Torneo $25.000 (1)  |
| Torneo $15.000 (4)  |

| N. | Data             | Torneo                                                          | Superficie      | Compagna           | Avversarie in finale                | Score               |
| 1. | 5 settembre 2020 | Marbella Intecracy ITF Cup, Marbella                            | Terra rossa     | Alina Čaraeva      | Miriam Bulgaru Victoria Muntean     | 6-3, 6-2            |
| 2. | 31 ottobre 2020  | Torneig Internacional Femení Platja d'Aro, Castell-Platja d'Aro | Terra rossa     | Alina Čaraeva      | Alba Carrillo Marín Júlia Payola    | 5–7, 6–1, [10–5]    |
| 3. | 12 dicembre 2020 | Torneo Internacional de Tenis Ciudad Raqueta, Madrid            | Terra rossa (i) | Ángela Fita Boluda | Bárbara Gatica Rebeca Pereira       | 7–6(4), 1–6, [10–5] |
| 4. | 23 gennaio 2021  | Movistar World Tennis Tour, Manacor                             | Cemento         | Ángela Fita Boluda | Ylena In-Albon Valentina Ryser      | 6–1, 4–6, [10–5]    |
| 5. | 13 marzo 2021    | Movistar World Tennis Tour, Manacor                             | Cemento         | Ángela Fita Boluda | Ylena In-Albon Rebeka Masarova      | 6–2, 5–7, [10–8]    |
| 6. | 17 luglio 2021   | Engie Open de Biarritz, Biarritz                                | Terra rossa     | Daniela Vismane    | Sarah Beth Grey Magali Kempen       | 6-3, 7-6(5)         |
| 7. | 14 agosto 2021   | ITF World Tennis Tour Gran Canaria, San Bartolomé de Tirajana   | Terra rossa     | Elina Avanesjan    | Arianne Hartono Olivia Tjandramulia | 7-5, 6-2            |
| 8. | 28 gennaio 2023  | Engie Open Andrézieux-Bouthéon 42, Andrézieux-Bouthéon          | Cemento (i)     | Sof'ja Lansere     | Conny Perrin Iryna Šymanovič        | 6-3, 6-0            |

#### Sconfitte (6)
| Torneo $100.000 (0) |
| Torneo $80.000 (1)  |
| Torneo $60.000 (3)  |
| Torneo $40.000 (0)  |
| Torneo $25.000 (1)  |
| Torneo $15.000 (1)  |

| N. | Data              | Torneo                                                          | Superficie  | Compagna           | Avversarie in finale                    | Score                  |
| 1. | 30 gennaio 2021   | Movistar World Tennis Tour, Manacor                             | Cemento     | Ángela Fita Boluda | Ylena In-Albon Camilla Rosatello        | 6(3)-7, 7-6(9), [5-10] |
| 2. | 22 maggio 2021    | Torneig Internacional Femení Platja D'Aro, Castell-Platja d'Aro | Terra rossa | Alex Eala          | Justina Mikulskytė Oana Georgeta Simion | 3-6, 5-7               |
| 3. | 19 settembre 2021 | Open Internacional de Valencia, Valencia                        | Terra rossa | Ángela Fita Boluda | Ysaline Bonaventure Ekaterine Gorgodze  | 2–6, 6–2, [6–10]       |
| 4. | 2 aprile 2022     | Engie Open de Seine-et-Marne, Croissy-Beaubourg                 | Cemento (i) | Sof'ja Lansere     | Isabelle Haverlag Justina Mikulskytė    | 4-6, 2-6               |
| 5. | 16 aprile 2022    | Bellinzona Ladies Open, Bellinzona                              | Terra rossa | Xenia Knoll        | Alicia Barnett Olivia Nicholls          | 7-6(7), 4-6, [7-10]    |
| 6. | 23 aprile 2022    | Chiasso Open, Chiasso                                           | Terra rossa | Aliona Bolsova     | Anastasia Dețiuc Miriam Kolodziejová    | 3-6, 6-1, [8-10]       |

## Grand Slam Junior

### Doppio

#### Vittorie (2)
| Tornei del Grande Slam  |
| ----------------------- |
| Australian Open (0)     |
| Open di Francia (1)     |
| Torneo di Wimbledon (0) |
| US Open (1)             |

| N. | Data             | Torneo                  | Superficie  | Compagna        | Avversario in finale                  | Punteggio   |
| 1. | 8 settembre 2019 | US Open, New York       | Cemento     | Kamilla Bartone | Aubane Droguet Séléna Janicijevic     | 7-5, 7-6(6) |
| 2. | 12 giugno 2021   | Open di Francia, Parigi | Terra rossa | Alex Eala       | Marija Bondarenko Amarissa Kiara Tóth | 6-0, 7-5    |

#### Sconfitte (1)
| Tornei del Grande Slam  |
| ----------------------- |
| Australian Open (0)     |
| Open di Francia (0)     |
| Torneo di Wimbledon (1) |
| US Open (0)             |

| N. | Data           | Torneo                      | Superficie | Compagna        | Avversario in finale            | Punteggio     |
| 1. | 13 luglio 2019 | Torneo di Wimbledon, Londra | Erba       | Kamilla Bartone | Savannah Broadus Abigail Forbes | 5–7, 7–5, 2–6 |